# Hermann Scheffknecht
Hermann Scheffknecht (* 26. April 1891 in Lustenau; † 1982 in Lustenau) war ein österreichischer Unternehmer. Während des Nationalsozialismus war er von Mai 1941 bis Dezember 1943 inhaftiert, seine Firma und seine Immobilien wurden entzogen und nach dem Zweiten Weltkrieg nicht restituiert. Der „Fall Scheffknecht“ beschäftigte nicht nur mehrere Gerichte in der Schweiz und in Österreich, sondern sowohl die österreichische Historikerkommission wie die Unabhängige Expertenkommission Schweiz – Zweiter Weltkrieg (Bergier-Kommission).

## Leben
Der Vater Ferdinand Scheffknecht (1850–1918) stieg wie viele in der Gemeinde Lustenau in das boomende Stickereigewerbe ein und wurde Fabrikant. Gemeinsam mit seiner Frau Maria Christina, geb. Bösch (1855–1930) hatte er zwölf Kinder, von denen neun das Erwachsenenalter erreichten.
Hermann Scheffknecht war das drittjüngste Kind und besuchte die Volksschule in Lustenau und dann die 1903 neugegründete Handelsschule, bald nach dem Ende seiner Schulzeit begann er im väterlichen Betrieb zu arbeiten. Ferdinand Scheffknecht hatte im Jahr 1900 seine Schifflistickerei als Gewerbe angemeldet, 1910 begann er eine Automatenstickerei, die konsequent die Handarbeit an der Maschine ersetzte, die Sticker durch „Nachseher“ und „Puncher“ ersetzte. Im „Compass“, dem österreichischen Firmenadressbuch,  wird das Jahr 1912 als Gründungsjahr der Firma Ferdinand Scheffknecht angegeben, da in diesem Jahr die Firma im Handelsregister protokolliert wurde. 1913 beschäftigte die Firma offiziell 48 Arbeiter.
Die Firma expandierte, 1915 wurde eine Filiale im in der Schweiz gelegenen Nachbarort Au (Kanton St. Gallen) eröffnet (1919 wieder aufgelöst). 1914, damals war er 23 Jahre alt, erhielt Hermann Scheffknecht gemeinsam mit seinem älteren Bruder Rudolf die Prokura. Im Herbst 1918 starben sowohl der Bruder Rudolf als auch der Vater Ferdinand Scheffknecht. Hermann Scheffknecht übernahm nun die Firma des Vaters, ab 1922 galt er als Alleineigentümer, ein jüngerer Bruder Wilhelm (1892–1967) hatte bis 1939 die Prokura inne.
Hermann Scheffknecht heiratete 1919 Maria Grabher (1894–1974), mit der er vier Kinder hatte, erweiterte die Firma und ließ sich 1920 von Willibald Braun, einem der renommiertesten Architekten des Landes, eine prächtige Jugendstilvilla ganz in der Nähe seiner Firma errichten und einrichten (heute: Rheindorferstrasse 3).
Große Gewinne erwirtschaftete Scheffknecht in den 1920er Jahren durch Exporte vor allem nach Indien und ab 1928 nach Nordafrika. Seine Gewinne legte er großteils im Ausland, vor allem in der benachbarten Schweiz an. Er galt damals als einer der reichsten Vorarlberger Industriellen. 1928 wurde er zum stellvertretenden Mitglied der Einkommens-Steuer-Schätzungskommission des Veranlagungsbezirkes Feldkirch ernannt und 1934 – mit Beschluss des Ministerrates der Republik Österreich – zum Mitglied jenes paritätischen Schiedsgerichtes, das im Rahmen eines 1934 abgeschlossenen Vertrages zwischen der Schweiz und Österreich über Sanierungsmaßnahmen für die Stickereiindustrie vorgesehen war, Folge jener großen Stickereikrise, die sich 1930 abzuzeichnen begann und in den folgenden Jahren schwerwiegende Folgen für die gesamte Branche hatte.
Nach dem Anschluss Österreichs an das nationalsozialistische Deutsche Reich versuchte Hermann Scheffknecht sich zu arrangieren. Doch er geriet aufgrund seiner internationalen Geschäftstätigkeit ins Visier von Ermittlungsbehörden und wurde am 7. Mai 1941 wegen Steuerhinterziehung, Devisenvergehen und Betrugs verhaftet. Da ihm eine hohe Haftstrafe drohte strebte er einen gerichtlichen Vergleich in einem sog. Unterwerfungsverfahren an. Nach langen Verhandlungen zwischen dem Reichswirtschaftsministerium, dem Reichsfinanzministerium, dem Reichsjustizministerium, der Reichsbank, der Staatsanwaltschaft in Feldkirch wurde im März 1943 ein Vergleich geschlossen, in dem Scheffknecht sich zu hohen Steuerrück- und Strafzahlungen verpflichtete. Vermögen, das er in der Schweiz in Form von Versicherungspolicen angelegt hatte, wurde auf Betreiben eines Schweizer Anwaltes an die Deutsche Reichsbank abgeliefert. Da Scheffknecht sich außerdem verpflichtete, sein restliches Vermögen in der Schweiz (es handelte sich um US-amerikanische, kanadische und britische Wertpapiere) zu verwerten, wurde er im Dezember 1943 freigelassen. In einer Unterwerfungsverhandlung am 15. Februar 1944 anerkannte Hermann Scheffknecht eine Steuerschuld in der Höhe von 3,3 Millionen und akzeptierte eine Strafe von einer Million Reichsmark. In der Nacht vom 18. auf den 19. Februar 1944 flüchtete Hermann Scheffknecht mit seiner Familie in die Schweiz. Ein von der Zollfahndungsstelle Feldkirch angestrebtes Auslieferungsverfahren scheiterte. Durch einen Abwesenheitskurator wurde Scheffknechts Firma „Ferdinand Scheffknecht“ und seine Immobilien im Jahr 1944 veräußert.
In einem zivilrechtlichen Prozess versuchte Scheffknecht diese Veräußerung anzufechten und scheiterte schließlich vor dem Obersten Gerichtshof. Auch ein nach dem 3. Rückstellungsgesetz durchgeführtes Rückstellungsverfahren scheiterte; überdies wurde Scheffknecht am 21. Februar 1949 bei der Einreise nach Österreich zwecks Sicherstellung von gefährdeten Steueransprüchen in Millionenhöhe festgenommen und im Bezirksgericht Dornbirn inhaftiert. Dieses Steuerverfahren, das jenes aus der NS-Zeit fortsetzte, wurde durch einen Bescheid des Bundesministeriums für Finanzen rechtskräftig erledigt. Nach Verhandlungen mit seinem Anwalt wurde seitens der Republik auf die Eintreibung der Reichsfluchtsteuer
in Höhe von 1,6 Millionen Reichsmark verzichtet und Scheffknecht nach einer Anzahlung von 300.000 österreichischen Schillingen für die offenen Steuerforderungen
am 3. März 1949 wieder aus der Haft entlassen; zwei Beschwerden, die Scheffknecht in dieser Angelegenheit an den Verwaltungsgerichtshof richtete, wurden 1950 abgewiesen.  In der Schweiz prozessierte Scheffknecht gegen jenen Anwalt, der seine Versicherungspolicen an die Deutsche Reichsbank ausgeliefert hatte und scheiterte.
Diese Geschichte hatte übrigens in der Schweiz noch ein denkwürdiges Nachspiel: Der Schweizer Historiker und Politiker Walther Hofer (1920–2013, 1960–1988 Ordinarius für Neuere Allgemeine Geschichte an der Universität Bern) bezeichnete 1983 in einem Artikel in der „Neuen Zürcher Zeitung“ Wilhelm Frick aufgrund seines Gebarens im Fall Scheffknecht als „einen der Vertrauensanwälte des deutschen Generalkonsulats in Zürich und einer Gestapoabteilung in Feldkirch“ und wurde wegen „Ehrverletzung“, „Verleumdung eines Verstorbenen, eventuell wegen übler Nachrede über einen Verstorbenen“ angeklagt, zunächst freigesprochen, dann aber vom Schweizerischen Bundesgericht 1986 verurteilt worden. 1997 stellte Hofer ein Gesuch um Wiederaufnahme des Verfahrens und scheiterte letztendlich 1999 abermals. Die juristische Beurteilung historiographischer Interpretationen erregte – nicht nur in der Schweiz – großes Aufsehen, zog eine Interpellation am 21. Juni 2000 nach sich, die am 30. August 2000 beantwortet wurde und eine Diskussion im Schweizerischen Ständerat auslöste (am 19. September 2000).  Sie hatte insbesondere für die Mitwirkung von Historikern an Produktionen der Medien Konsequenzen.